# أبو ضنة
أبو ضنة قرية سوريّة تتبع إداريّاً لمحافظة حلب منطقة دير حافر ناحية كويرس شرقي، بلغ تعداد سكانها 69 نسمة حسب التعداد السكاني لعام 2004.